# Amelie Glienke
Amelie Glienke (auch: Holtfreter-Glienke sowie unter dem Pseudonym HOGLI; * 1945 in Berlin) ist eine deutsche Malerin, Grafikerin, Karikaturistin und Illustratorin.

## Werdegang
Glienke studierte Malerei, freie Grafik und Visuelle Kommunikation an der Hochschule der Künste Berlin und beendete ihr Studium 1975 als Meisterschülerin. Seitdem arbeitet sie als freie Grafikerin, Kinderbuchillustratorin sowie als Karikaturistin und Comiczeichnerin.
Unter dem Pseudonym HOGLI signiert sie Karikaturen und Cartoons, die zumeist in Zeitungen und Magazinen des eher linken Spektrums erscheinen, aber z. T. auch als eigenständige Bücher veröffentlicht wurden. Zu ihrer Bekanntheit beigetragen haben insbesondere auch ihre Illustrationen zu der Kinder- und Jugendbuchserie Der kleine Vampir von Angela Sommer-Bodenburg, die vielfach neu aufgelegt und übersetzt wurde.
Amelie Glienke hat zwei Kinder.

## Bibliografie (Auswahl)

### Karikaturen/Cartoons
- WeibsBilder! Karikaturen von Barbara Henniger und HOGLI. Schaltzeit Verlag, Berlin: 2010, ISBN 3-9413-6205-4
- Du kannst mich mal!. Fackelträger, Hannover: 1997, ISBN 3-7716-2515-7
- Liebe FrauInnen! Fackelträger, Hannover: 1995, ISBN 3-7716-1581-X
- Hogli's Weibsbilder. Eichborn, Frankfurt (Main): 1991, ISBN 3-8218-2113-2
- Du lässt Dich gehn. Eichborn, Frankfurt (Main): 1989, ISBN 3-8218-2107-8
- Du bist schuld! Cartoons zum Beziehungsknatsch. Galgenberg, Hamburg: 1987 (2. Aufl.), ISBN 3-925387-29-3
- Schnell im Biss. Zus. mit Kolibri. Eichborn-Verlag: 1985
- Sicher ist sicher. Elefanten-Press: 1980, ISBN 3-88520-036-8

### Kinder- und Jugendbücher
- Geschichten mit Grips. Elefanten-Press-Verlag, Berlin 1985 ISBN 3-88520-160-7
- Wie der Elefant seinen Rüssel bekam. 4 Elefantenmärchen. Elefanten-Press-Verlag, Berlin 1987 ISBN 3-88520-226-3

### Kinder- und Jugendbuchillustrationen
- Gudrun Spitta: Geschichten über Julia. Klett, Stuttgart 1985, ISBN 3-12-230360-4.
- Michael Kausch, Volker Ludwig: Die Geschichte von Max und Milli. Elefanten-Press, Berlin 1980, ISBN 3-88520-040-6.
- Hans Joachim Schädlich: Der Sprachabschneider. Rowohlt, Reinbek 1980, ISBN 3-498-06139-9.
- Irina Korschunow: Wenn ein Unugunu kommt. Rowohlt, Reinbek 1981, ISBN 3-499-20709-5.
- Reiner Engelmann (Hrsg.): Die kleinen Riesen im Alltag. Geschichten vom Muthaben und Mutmachen. Rowohlt, Reinbek 1996, ISBN 3-499-20807-5.
- Klaus-Peter Wolf: Jens-Peter und der Unsichtbare. Gerstenberg, Hildesheim 1997, ISBN 3-8067-4204-9.
- Sabine Ludwig: Die besten Rabeneltern der Welt. Dressler, Hamburg 1998.
- Manuela Mechtel Lilli und der Traumwundertütenverkäufer. Das Betthupferl. Traumsalon, Berlin 2002, ISBN 3-9808124-1-3.
- Klaus-Peter Wolf, Bettina Göschl: Achat, der Engel aus dem Abflussrohr. Gerstenberg, Hildesheim 2005, ISBN 3-8067-5095-5.
- Klaus-Peter Wolf, Bettina Göschl: Achat, Engel reisen ohne Gepäck. Gerstenberg, Hildesheim 2006, ISBN 3-8067-5139-0.
- Uri Orlev: Das Tier in der Nacht. Übersetzt aus dem Hebräischen von Mirjam Pressler. Beltz, 2007 ISBN 978-3-407-79922-7.

#### Reihe: Der kleine Vampir
- Autorin: Angela Sommer-Bodenburg; alle Bände erschienen bei Rowohlt, Reinbek und wurden in über 30 Sprachen übersetzt.

- Der kleine Vampir, 1979
- Der kleine Vampir zieht um, 1980
- Der kleine Vampir verreist, 1982
- Der kleine Vampir auf dem Bauernhof, 1983
- Der kleine Vampir und die große Liebe, 1985
- Der kleine Vampir in Gefahr, 1985
- Der kleine Vampir im Jammertal, 1986
- Der kleine Vampir liest vor, 1988
- Der kleine Vampir und der unheimliche Patient, 2000 / Anton und der kleine Vampir – Der geheimnisvolle Patient, 1989
- Der kleine Vampir in der Höhle des Löwen, 2000 / Anton und der kleine Vampir – In der Höhle des Löwen, 1989
- Der kleine Vampir und der Lichtapparat, 2000 / Anton und der kleine Vampir – Das rätselhafte Programm, 1989
- Der kleine Vampir und der rätselhafte Sarg, 2000 / Anton und der kleine Vampir – Böse Überraschungen, 1989
- Der kleine Vampir und die geheime Verschwörung, 2000 / Anton und der kleine Vampir – Die große Verschwörung, 1989
- Der kleine Vampir und die Klassenfahrt, 2000 / Anton und der kleine Vampir – Die Klassenfahrt, 1990
- Der kleine Vampir feiert Weihnachten, 2000 / Anton und der kleine Vampir – Fröhliche Weihnachten, 1990
- Der kleine Vampir und Graf Dracula, 2001 / Anton und der kleine Vampir – Die Reise zu Graf Dracula, 1993
- Der kleine Vampir und die Tanzstunde, 2001
- Der kleine Vampir hat Geburtstag, 2001
- Der kleine Vampir und die Gruselnacht, 2006
- Der kleine Vampir und die letzte Verwandlung, 2008

Anmerkung: Die Bände 9 bis 16 erschienen ursprünglich unter der Bezeichnung Anton und der kleine Vampir. Im Zuge der Neuveröffentlichungen im Rowohlt Verlag wurden die Buchtitel leicht verändert und kamen unter der Bezeichnung Der kleine Vampir heraus.